# RR Donnelley
RR Donnelley é uma empresa americana com sede em Chicago, Illinois, que fornece serviços de impressão e relacionados. Conhecida originalmente como R.R. Donnelley & Sons Company, foi fundada em 1864 por Richard Robert Donnelley.
O parque gráfico da RR Donnelley foi por muitos anos um dos maiores dos Estados Unidos. Em sua trajetória, particularmente durante as décadas de 1990 e 2000, a RR Donneley adquiriu diversas outras companhias concorrentes, tanto em seu país natal quanto em mercados internacionais.
Na América Latina, as operações da Donnelley são controladas pela Editorial Lord Cochrane S.A., com sede no Chile, que por sua vez controla no Brasil a Donnelley Cochrane Gráfica Editora.